# Амвросий (Юшкевич)
Архиепископ Амвросий (в миру Андрей Юшкевич; ок. 1690 — 17 (28) мая 1745, Санкт-Петербург) — епископ Русской православной церкви, архиепископ Новгородский и Великолуцкий, видный государственный и религиозный деятель XVIII века, в эпоху правления императрицы Елизаветы Петровны.
Так как сначала Амвросий был одним из сильнейших приверженцев правительства Анны Леопольдовны и противником принцессы Елизаветы Петровны, то когда последняя вступила на престол Российской империи, он впал в немилость императрицы, однако позднее Амвросий сумел достигнуть прощения и сделаться верным слугой российской императрицы. Помилованный императрицею Елизаветою Петровною по предъявленному ему обвинению после чистосердечного признания и раскаяния, а также подробного описания всех планов заговора её врагов, Амвросий до самой смерти пользовался милостями императрицы и большую часть времени проживал в Санкт-Петербурге.

## Биография
Родился около 1690 года в Малороссии. Начальное образование получил на территории современной Польши, а затем учился в Киево-Могилянской академии, где позднее и сам преподавал.
В 1731 году назначен игуменом Виленского Свято-Духова монастыря и на этом посту обратил на себя внимание архиепископа Киевского, Галицкого и всея Малыя России Рафаила Заборского (1731—1747) энергичным отстаиванием прав православных в городе Вильне (ныне Вильнюсе).
10 июня 1734 года «за утеснения от Польши» был вызван в Санкт-Петербург, столицу Российской империи, и назначен настоятелем московского Симонова монастыря; 4 июня 1734 года возведён в сан архимандрита.
2 февраля 1736 года хиротонисан во епископа Вологодского и Белозерского.
Во время пребывания в Санкт-Петербурге Амвросий получил известность как красноречивый проповедник (известно его «Слово», сказанное при венчании принцессы Анны Леопольдовны с принцем Антоном Ульрихом 3 июля 1739 года, напечатанное в Петербурге на русском и латинском языках, отбиравшееся потом при воцарении Елизаветы Петровны).
29 мая 1740 года Амвросий был назначен архиепископом Новгородским и Великолуцким и на этом посту принес немало пользы духовному просвещению. Основанное митрополитом Иовом духовное училище он преобразовал в Новгородскую семинарию, поместив её при Антониевом монастыре. Учителя в семинарию были вызваны им из Киева. Всю свою богатую библиотеку Амвросий позднее завещал Новгородской семинарии — своёму любимому детищу.
Среди его трудов большую известность получило «Основательное показание разностей между греческою и римскою папскою церковью» Из сохранившихся проповедей, помимо «Проповеди на бракосочетание принцессы Анны Леопольдовны», сохранились проповеди «на день рождения Императрицы Елизаветы» (1742, СПб), а также изданные в 1742 году в городе Москве «на вшествие Императрицы Елизаветы в Москву в день коронации в день Архангела Михаила», «на мир с Швециею». Большую историческую ценность имеет « Проповедь в день восшествия Императрицы Елизаветы на престол», где описываются многие беды, причиненные иностранцами и иноверцами Российской империи, во времена двух предыдущих её правителей.
В 1742 году, совместно с Арсением Мацеевичем, архиепископ Амвросий (Юшкевич) представил Государыне свои предложения о реформе высшего церковного управления. Авторы склонялись к управлению церковью в лице патриарха или митрополита, а не существующей синодальной форме правления, они допускали, когда-нибудь будет возможно посадить в Святейший синод Русской православной церкви и священников. В их записке было, в частности, сказано, что если:
... трудно покажется по регламенту духовному титлы синодальной оставить, то Синод хотя и оставить, однако, дабы был, хотя по малой форме, священнослужению церкви соборной, апостольской, восточной сообразен, сиречь имеющий в себе президента и вице-президентов. A обер-прокурору и генерал-прокурору и экономии коллегии нечего здесь делать, понеже и то за нужду делается, что в Синоде мирские обер-секретари и секретари. По настоящему бы церковному порядку и тем надлежало быть духовным лицам, иеромонахом и монахом. Понеже здесь темные дела судятся и производятся, только поповстии, причетничестии, да монашестии, судятся также браки законный и незаконный, падежи совести. О таковых, что тут разбирать или смотреть обер-прокурору или иной светской персоне, не имеющей посвящения и власти вязать и решать
1 мая 1744 года Амвросий серьёзно заболел и взял месячный отпуск «для пользования от болезней», и вскоре пошёл на поправку, но в начале 1745 года, находясь в столице, снова заболел. Амвросий (Юшкевич) скончался 17 мая 1745 года и согласно его духовному завещанию был погребен в Антониевом монастыре.